# كارلوس كينتانا
كارلوس كينتانا (بالإسبانية: Carlos Quintana) هو لاعب كرة قاعدة فنزويلي، ولد في 26 أغسطس 1965 في Mamporal ‏ في فنزويلا.

## وصلات خارجية
- كارلوس كينتانا على موقع دوري كرة القاعدة الرئيسي (الإنجليزية)
- كارلوس كينتانا على موقعبيزبول رفرنس.كوم (الدوري الرئيسي) (الإنجليزية)
- كارلوس كينتانا على موقعبيزبول رفرنس.كوم (الدوري الثانوي) (الإنجليزية)
- كارلوس كينتانا على موقع إي إس بي إن.كوم (أم.أل.بي) (الإنجليزية)
- كارلوس كينتانا على موقع مشجعي الرسوم البيانية (الإنجليزية)